# ASTRO-F
ASTRO-F (o Akari) es un satélite de astronomía infrarroja diseñado por la JAXA, en colaboración con universidades e institutos técnicos de Europa y la India. Fue lanzado el 21 de febrero de 2006 por un cohete M-V a una órbita polar terrestre. Tras el lanzamiento fue rebautizado como Akari, que significa "luz" en japonés.
Su misión principal es escanear el cielo entero en infrarrojo cercano, medio y lejano a través de su telescopio de 68,5 cm de diámetro, que será mantenido durante las observaciones a una temperatura de 6 K para evitar interferencias con la radiación infrarroja que emitiría el propio telescopio.
Se espera que los sensores de infrarrojos lejanos y medios duren unos 550 días, limitados como están por el helio líquido que funciona a modo de refrigerante. El sensor de infrarrojos cercanos podrá continuar operando una vez se agote el refrigerante gracias a un sistema de refrigeración mecánica. El satélite consta de los siguientes instrumentos:
- FIS Far Infrared Surveyor: Instrumento sensor de infrarrojos lejanos
- NIR Near Infrared Camera: Instrumento sensor de infrarrojos cercanos
- MIR-S Middle Infrared Shorter Camera: Sensor de infrarrojos medios con longitudes de onda menores
- MIR-L Middle Infrared Longer Camera: Sensor de infrarrojos medios a longitudes de onda mayores

Entre los objetivos científicos de esta misión cabe destacar los siguientes:
- Estudiar el origen y la evolución de las galaxias
- Estudiar el nacimiento y muerte de las estrellas
- Buscar enanas marrones
- Estudiar los procesos de formación de sistemas planetarios
- Descubrir nuevos cometas